# Proboehmia tubirostris
Proboehmia tubirostris is een zeespin uit de familie Ammotheidae. De soort behoort tot het geslacht Proboehmia. Proboehmia tubirostris werd in 1991 voor het eerst wetenschappelijk beschreven door Stock. 